# Тимасикт
Тимасикт — деревня в Корткеросском районе республики Коми в составе сельского поселения Нёбдино.

## География
Расположена на правом берегу Вычегды примерно в 33 км по прямой на восток-северо-восток от районного центра села Корткерос.

## История
Официальная дата основания 1784 год.

## Население
Постоянное население  составляло 12 человека (коми 84%) в 2002 году, 13 в 2010 .